# Un samedi presque parfait
 (août 2022).
Si vous disposez d'ouvrages ou d'articles de référence ou si vous connaissez des sites web de qualité traitant du thème abordé ici, merci de compléter l'article en donnant les références utiles à sa vérifiabilité et en les liant à la section « Notes et références ».
Pour plus de détails, voir Fiche technique et Distribution.
Un samedi presque parfait (В субботу, V soubbotou) est un film russe réalisé par Alexandre Mindadzé, sorti en 2011.

## Synopsis
Une bande d'amis tente d'échapper à la catastrophe nucléaire de Tchernobyl.

## Fiche technique
- Titre original : В субботу, V soubbotou
- Titre : Un samedi presque parfait
- Réalisation et scénario : Alexandre Mindadzé
- Musique : Mikhaïl Kovalev
- Photographie : Oleg Mutu
- Montage : Dacha Danilova et Ivan Lebedev
- Production : Dmitri Efremov, Matthias Esche, Oleg Kokhan, Philipp Kreuzer, Sergueï Melkoumov, Alexandre Mindadze et Alexandre Rodnianski
- Société de production : Passenger Film Studio, Bavaria Pictures, Sota Cinema Group, Non-Stop Productions et Arte
- Société de distribution :
- Pays :  Russie,  Allemagne et  Ukraine
- Genre : Drame
- Durée : 99 minutes
- Dates de sortie : 
  - Allemagne : 14 février 2011 (Berlinale 2011)
  - Russie : 24 mars 2011

## Distribution
- Anton Chaguine : Valery
- Svetlana Smirnova-Martsinkevitch : Vera
- Viatcheslav Petkoun : Karabas
- Sergueï Gromov : Petro
- Ouliana Fomitcheva : Lara
- Alexeï Galouchko : Malovitchko
- Gueorgui Volynski : Gorelik

## Distinctions
Le film est présenté en sélection officielle en compétition à la Berlinale 2011.